# Federació de Municipis de Catalunya
La Federació de Municipis de Catalunya (FMC) va ser fundada l'any 1981 per 177 ajuntaments. És una associació plural formada per municipis i altres ens locals de Catalunya, constituïda per a la defensa i la promoció de l'autonomia local.
L'actual president és Eduard Rivas, alcalde d'Esparreguera, des de 2023.
L'FMC, amb l'autonomia que es deriva dels seus estatuts, està integrada en la Federació Espanyola de Municipis i Províncies (FEMP) i participa, en el marc de l'acció municipalista internacional, en l'organització Ciutats i Governs Locals Units (CGLU) que és l'entitat municipalista de caràcter internacional més representativa. L'FMC té subscrits convenis de col·laboració amb d'altres ens, col·legis professionals i institucions de caràcter divers, com el Fons Català de Cooperació al Desenvolupament, la Fundació Carles Pi i Sunyer d'Estudis Autonòmics i Locals, el Consorci Localret o la Creu Roja, entre d'altres. L'FMC és membre del DIPLOCAT.
L'FMC desplega una part important de la seva activitat en defensa del municipalisme en diferents òrgans de participació i comissions mixtes que articulen la seva relació amb el govern i l'administració de la Generalitat de Catalunya, entre les quals destaca la Comissió de Govern Local de Catalunya.
L'FMC està representada en el Consell de Governs Locals de Catalunya, creat a l'Estatut d'Autonomia de Catalunya aprovat en 2006.
El 2002 va rebre la Creu de Sant Jordi.

## Estructura
La Federació de Municipis de Catalunya consta dels següents òrgans:
- Assemblea General: òrgan màxim de l'FMC, en el qual hi són representats tots els seus adherits. Les funcions primordials de l'Assemblea són l'elecció del Consell Nacional, l'aprovació del programa d'activitats, l'aprovació dels comptes i el pressupost de l'entitat i l'aprovació del Reglament de règim interior.
- Comitè Executiu: òrgan de govern ordinari de l'entitat que decideix les seves prioritats i la seva actitud davant de les qüestions que afectin els ajuntaments. Està constituït pel president i un nombre variable (no superior a 30) de vicepresidents i vocals. Correspon al Comitè Executiu preparar els acords de l'Assemblea, executar els seus acords i administrar el patrimoni de l'entitat, dirigir la realització d'estudis, orientar les publicacions, mantenir les relacions existents amb els poders públics i amb altres administracions, dirigir els serveis i la gestió pressupostària. Nomena al Secretari General.
- Presidència: òrgan de govern elegit per l'Assemblea General per a un període de 4 anys. Li correspon la representació legal de l'entitat, convocar, presidir i aixecar les sessions del Comitè Executiu. Executar els acords de l'Assemblea General i del Comitè Executiu.
- Secretaria General: òrgan directiu de l'FMC nomenat pel Comitè Executiu, li correspon assegurar els funcionament dels serveis de l'entitat amb la direcció de la seva organització.

## Membres
Actualment l'FMC té 639 entitats locals adherides: 595 ajuntaments, 34 consells comarcals, les 4 diputacions provincials, 3 mancomunitats de municipis i 3 entitats municipals descentralitzades. Tots aquests òrgans són representatius d'un 91% de la població catalana.